# Ибрагимов, Сапар Камалович
Сапар Камалович Ибрагимов (28 декабря 1929, аул Каракамыс, Урицкий район, Кустанайская область, КазССР, СССР — 14 апреля 1960, Уральск, КазССР, СССР) — советский казахский историк, востоковед-медиевист, кандидат исторических наук (1953), доцент (1958).

## Биография
Отец — учитель, воспитывался Сапар Камалович в семье дяди, в Алма-Ате, там же учился в неполной средней школе, которую окончил в 1941 году, затем обучался на двухгодичном подготовительном отделении при Казахском государственном университете. В 1945 году поступил, а в 1950-м с отличием окончил исторический факультет КазГУ, после чего поступил в аспирантуру Института истории, археологии и этнографии Академии наук КазССР. Курс аспирантуры проходил в Ленинградском отделении Института востоковедения АН СССР (руководитель Д.И. Тихонов), 26 июня 1953 года досрочно защитил кандидатскую диссертацию, посвящённую вопросам новейшей истории Синьцзяна, на тему: «Демократические преобразования в Синьцзяне после победы Китайской народной революции (1949—51 гг.)». С 1953 года работал в Алма-Ате научным сотрудником отдела древней и средневековой истории Казахстана Института истории, археологии и этнографии; в 1953—1957 годах — командирован в Ленинградское отделение Института востоковедения; в 1958—1960 годы вновь в Алма-Ате — старший научный сотрудник отдела истории феодализма Института истории, археологии и этнографии. Скоропостижно скончался во время научной командировки в Уральск 14 апреля 1960 года.
Жена С. Ибрагимова, Анна Андреевна (урожд. Бахова) — историк, после смерти мужа она участвовала в переводе и подготовке публикации источников по истории Казахстана в продолжение начатой С. Ибрагимовым работы.

## Научные исследования
Сапар Ибрагимов проводил исследования по важным и неизученным проблемам средневековой истории Казахстана, отдельные работы посвятил проблемам истории Казахстана XVIII—XIX веков. Основное внимание уделял изучению истории XV—XVI веков. Впервые ввёл в научный оборот ранее не привлекавшиеся источники по истории Казахстана XV—XVI веков: «Тарих-и Абул-Хайр-хани» Масуда ибн Усмана Кухистани, «Шайбани-наме» и «Футухат-хани» Камал ад-Дина Бинаи, «Михман-наме-ий Бухара» ибн Рузбихана и другие. Начал большую работу по подготовке научно комментированного издания извлечений из персидских и тюркских сочинений по истории Казахского ханства «Материалы по истории казахских ханств XV—XVIII веков. Извлечения из персидских и тюркских сочинений». Работа завершена под руководством В.П. Юдина и опубликована в 1969 году. Постановка проблем и их разработки в исследованиях Ибрагимова стали важным этапом в изучении истории Казахстана XV—XVI вв.

## Критика
Как утверждает историк советского востоковедения А. Бустанов, ссылаясь на слова Т. Султанова, — В. Юдин, приняв руководство проектом научной публикации  источников, вынужден был отказаться использовать черновики Ибрагимова из-за наличия в них большого количества ошибок.